# Hải đường Xích Kim
Hải đường Xích Kim (danh pháp hai phần: Malus sikkimensis) là một loài táo hiếm trong họ Hoa hồng. Loài này được (Wenz.) Koehne mô tả khoa học đầu tiên năm 1890.. Nó là loài bản địa Trung Quốc, Nepal, Bhutan, và một phần của Ấn Độ, nơi mà nó đang bị đe dọa do mất môi trường sống. Nó có hoa màu trắng và màu hồng và trái cây màu đỏ sẫm.

## Hình ảnh

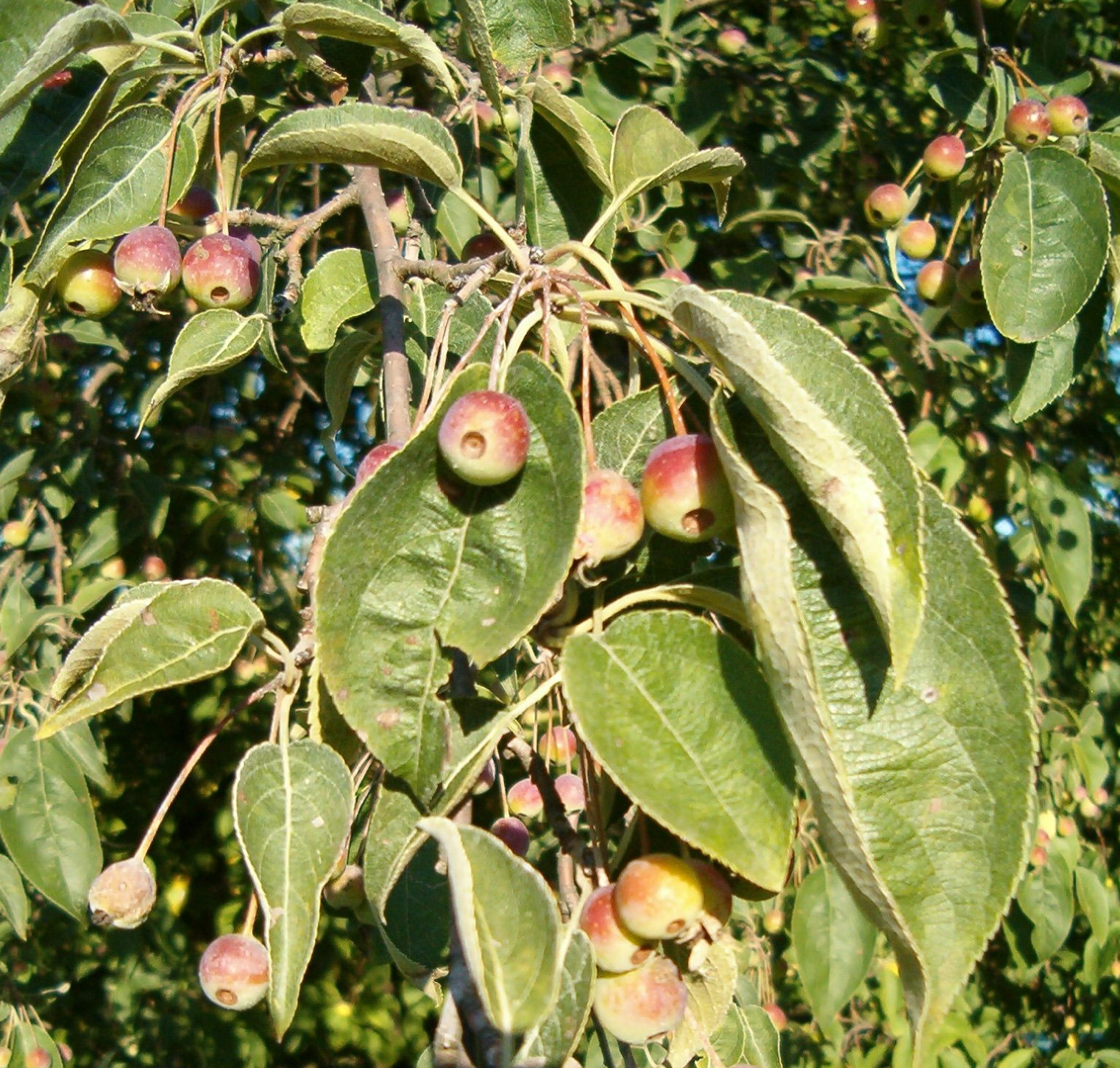
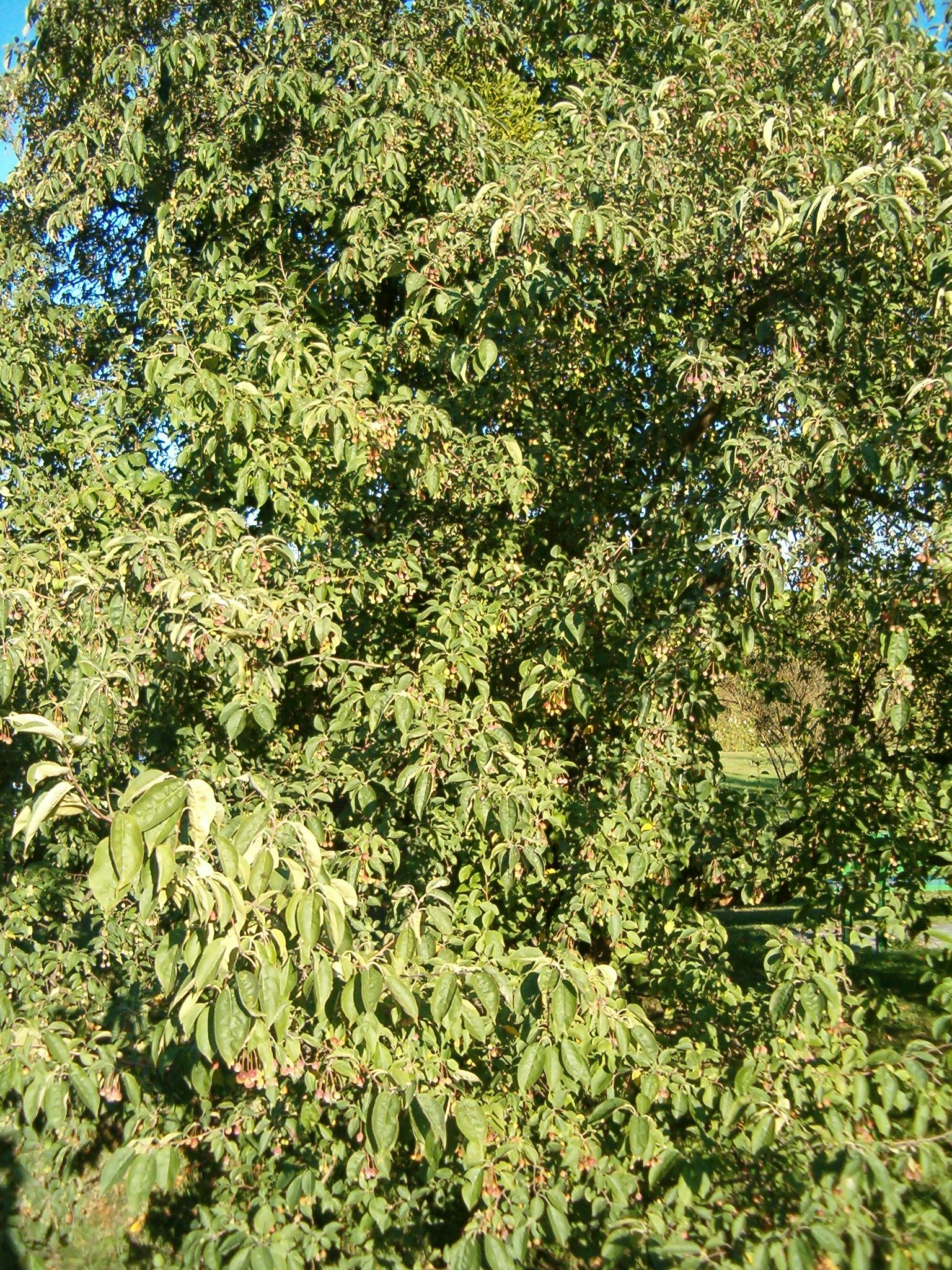
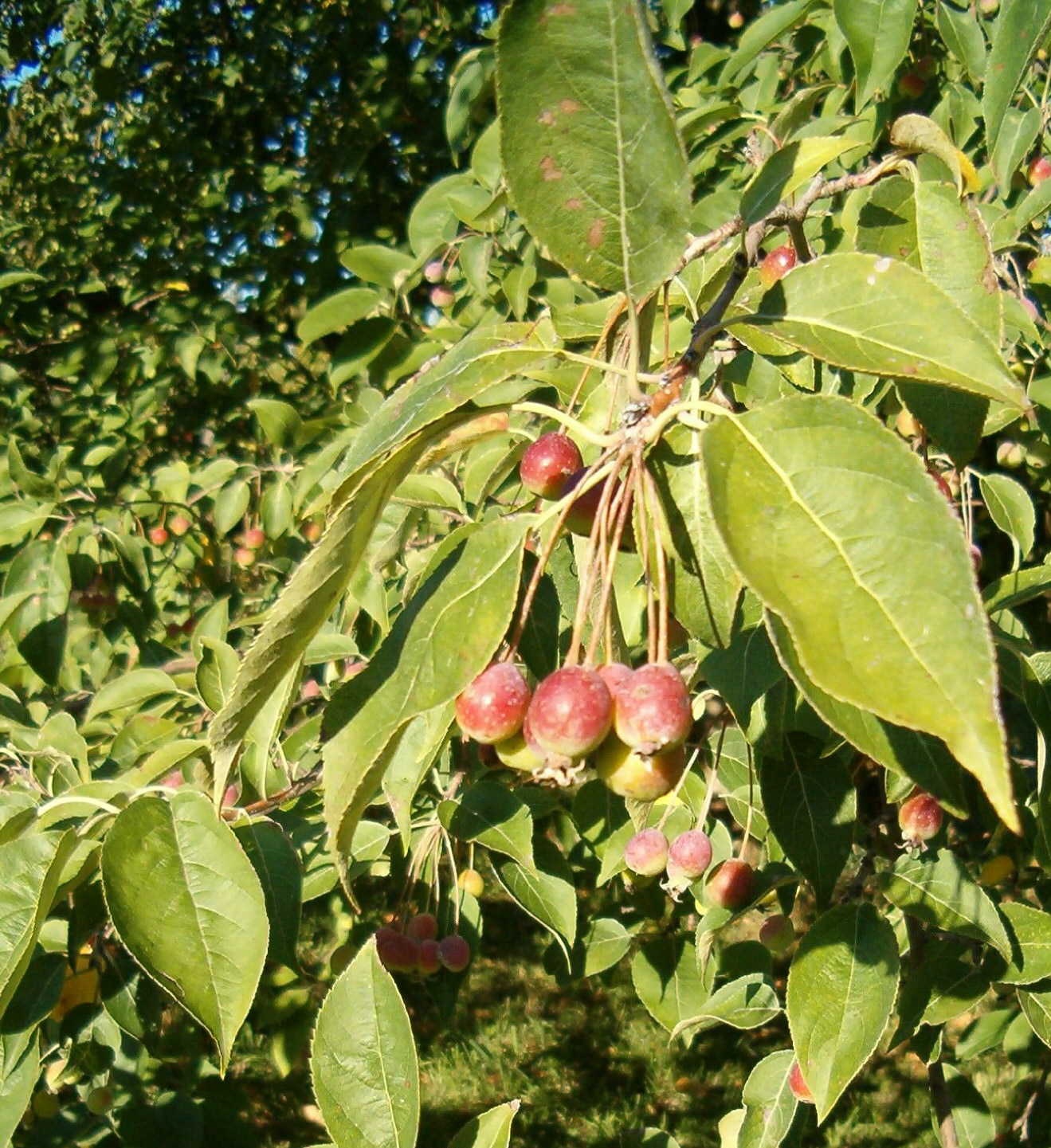
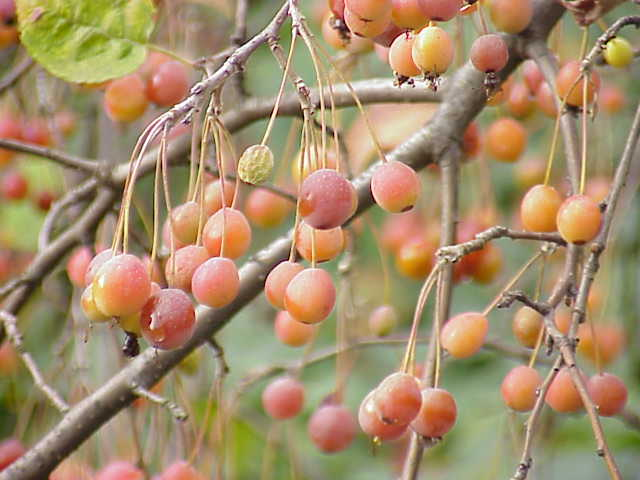